# Louis-Théophile Bastard
Louis-Théophile Bastard, né à Lassay-les-Châteaux le 23 octobre 1842, mort le 10 janvier 1904 à La Flèche, est un prêtre catholique séculier français qui fut curé de Champéon et de Saint-Denis-de-Gastines et l'auteur d'un ouvrage. Il est chevalier de la Légion d'honneur[Quand ?].

## Biographie
Professeur au Petit Séminaire de Mayenne en 1865, il devient vicaire à Pré-en-Pail en 1870. Il est aumônier des Mobiles de la Mayenne pendant la Guerre franco-allemande de 1870. Il est aumônier des Frères de la Doctrine Chrétienne à Dreux en 1872. 
Il est curé de Champéon en 1875. Il fait restaurer complètement l'église vers 1900, à cette occasion de nouveaux vitraux offerts par les officiers de son bataillon sont posés dans le transept nord : l'église romane Saint-Médard de Champéon remaniée, abrite des vitraux (vers 1900) de Jean Clamens retraçant des événements de la bataille de Loigny. 
Il est curé de Saint-Denis-de-Gastines en 1900. Il se retire à la Providence de La Flèche en 1903, où il décède. 
Il releva sur le champ de la bataille de Loigny, avec l'aide du médecin du Bataillon le Docteur Lamain, le Général de Sonis et le général Athanase de Charette de La Contrie laissés pour morts.

## Publications
- Armée de Chanzy - Mobiles de la Mayenne. 3e Bataillon. Par un Engagé Volontaire... Typographie et Lithographie Ch. Thomas, Imprimeur et Lithographe, Rue du Collège à Alençon (Orne). 1871